# Mattias Benzelstierna

Mattias Benzelstierna

Mattias Benzelstierna (* 18. September 1713 in Lund; † 11. März 1791 in Stockholm) war ein schwedischer Beamter.

## Leben und Wirken
Mattias Benzelstierna war ein Sohn des lutherischen Theologieprofessors und späteren Erzbischofs Jakob Benzelius. 1747 wurde er geadelt und trug seitdem den Namen Benzelstierna, wie schon mehrere seiner Onkel. Er studierte gemeinsam mit Carl von Linné an der Universität Lund. Später war er Oberpostdirektor und von 1759 an Staatssekretär. Benzelstierna wurde 1786 Mitglied der Königlich Schwedischen Akademie der Wissenschaften und Ehrenmitglied der Kungliga Vitterhets Historie och Antikvitets Akademien.